# Falling in Love (canção de McFly)
"Falling in Love" é um canção da banda britânica McFly, presente em seu quarto álbum de estúdio, Radio:ACTIVE. No Brasil, foi lançada primeiramente em airplay, em Setembro de 2008; em 7 de maio de 2009, também estava disponível para download digital no país. No Reino Unido,  foi lançada como single promocional e digital para promover o DVD Radio:Active Live at Wembley, sendo o quarto single retirado do álbum Radio:ACTIVE.
Foi disponibilizado mundialmente um pacote no iTunes em 10 de maio de 2009 que consiste na edição para rádio da canção e em seu videoclipe, com trechos de Radio:Active Live At Wembley.

## Faixas
Single digital
iTunes
1. "Falling in Love" (edição para rádio)
2. "Falling in Love" (videoclipe)

Brasil
1. "Falling in Love" (edição para rádio)

CD promocional
1. "Falling in Love" (edição para rádio)

## Performance
| Parada (2009)    | Melhor posição |
| ---------------- | -------------- |
| UK Singles Chart | 87             |

## Datas de lançamento
| Região      | Data               | Gravadora        | Formato                     |
| ----------- | ------------------ | ---------------- | --------------------------- |
| Brasil      | Setembro de 2008   | EMI Music Brasil | Airplay, single promocional |
| Brasil      | 7 de maio de 2009  | EMI Music Brasil | Airplay, download digital   |
| Reino Unido | Abril de 2009      | Super Records    | Airplay                     |
| Reino Unido | 10 de maio de 2009 | Super Records    | Download digital            |